# Ptiliídeos
Ptiliídeos (Ptiliidae), também conhecidos como besouros-fada, é uma família de insectos coleópteros de pequenas dimensões, com cerca de 500 espécies descritas. O seu tamanho oscila entre 0,5 e 1,5 mm. Alguns indivíduos alcançam os 2 mm.
Caracterizam-se por possuir as asas muito estreitas e rodeadas de pilosidades, assemelhando-se a penas. Alimentanm-se de esporos de fungos, que encontram na madeira apodrecida, matéria vegetal em descomposição, detritos, formigueiros, ninhos de aves, etc.
Os ovos são grandes quando comparados com a fêmea adulta. Algumas espécies exibem partenogénese.
Evidências fósseis deste grupo ocorrem desde o Oligocénico and Holocénico.
Têm uma distribuição global.